# Campeonato Feminino da CONCACAF de 1994
O Campeonato Feminino da CONCACAF de 1994, foi a terceira edição do torneio, e determinou as duas selecções participantes na Copa do Mundo de Futebol Feminino de 1995. 
O torneio teve lugar em Montreal, no Canadá entre 13 e 21 de agosto no qual participaram 5 selecções.

## Fase de grupo
| Seleção           | Pts | J | V | E | D | GP | GC |
| ----------------- | --- | - | - | - | - | -- | -- |
| Estados Unidos    | 12  | 4 | 4 | 0 | 0 | 36 | 1  |
| Canadá            | 9   | 4 | 3 | 0 | 1 | 18 | 6  |
| México            | 4   | 4 | 1 | 1 | 2 | 6  | 19 |
| Trinidad e Tobago | 4   | 4 | 1 | 1 | 2 | 6  | 20 |
| Jamaica           | 0   | 4 | 0 | 0 | 4 | 2  | 22 |

| 13 de agosto | Canadá | 7 – 0 | Jamaica |  |
|              |        |       |         |  |

| 13 de agosto | Estados Unidos | 9 – 0 | México |  |
|              |                |       |        |  |

| 15 de agosto | Trinidad e Tobago | 2 – 1 | Jamaica |  |
|              |                   |       |         |  |

| 15 de agosto | Canadá | 6 – 0 | México |  |
|              |        |       |        |  |

| 17 de agosto | México | 3 – 1 | Jamaica |  |
|              |        |       |         |  |

| 17 de agosto | Estados Unidos | 11 – 1 | Trinidad e Tobago |  |
|              |                |        |                   |  |

| 19 de agosto | Estados Unidos | 10 – 0 | Jamaica |  |
|              |                |        |         |  |

| 19 de agosto | Canadá | 5 – 0 | Trinidad e Tobago |  |
|              |        |       |                   |  |

| 21 de agosto | México | 3 – 3 | Trinidad e Tobago |  |
|              |        |       |                   |  |

| 21 de agosto | Canadá | 0 – 6 | Estados Unidos |  |
|              |        |       |                |  |

## Premiações

### Campeã
| Vencedor                 |
| ------------------------ |
| ESTADOS UNIDOS 3º título |

## Selecções apuradas para aCopa do Mundo
- Estados Unidos
- Canadá